# 7213 Conae
7213 Conae eller 1967 KB är en asteroid i huvudbältet som upptäcktes den 31 maj 1967 av Félix Aguilar-observatoriet. Den är uppkallad efter den argentinska myndigheten Comisión Nacional de Actividades Espaciales (CONAE).
Asteroiden har en diameter på ungefär 4 kilometer.